# Atanazy (Papas)
Atanazy, imię świeckie Athanasios Papas (ur. 22 marca 1937 w Kadiköy) – grecki biskup prawosławny w jurysdykcji Patriarchatu Konstantynopola.

## Życiorys
26 kwietnia 1959 otrzymał święcenia diakonatu, a 17 września 1972 – prezbiteratu. 24 września 1972 przyjął chirotonię biskupią. Do 1990 był biskupem pomocniczym metropolii Chalcedonu ze stolicą tytularną w Elenopolis, w 1976 został podniesiony do godności metropolity. W latach 1990–2008 był metropolitą Heliopolis i Theiry. Od 2008 sprawował urząd metropolity chalcedońskiego.
16 lutego 2021 r. przeniesiony w stan spoczynku.